# Gaboš
Gaboš (serb. Габош)– wieś w Chorwacji, w żupanii vukowarsko-srijemskiej, w gminie Markušica. W 2011 roku liczyła 516 mieszkańców.